# Libralces
Libralces – rodzaj wymarłego ssaka z grupy kopytnych, spokrewnionego ze współczesnymi jeleniami. Zamieszkiwał on Eurazję w pliocenie. Charakteryzował się większym porożem. Poroże miało ok. 2 m szerokości, było więc porównywalnie z tym należącym do rodzaju Megaloceros. Według Jordi Agustin opisywany jeleń mógł być jego przodkiem, większość badaczy jest jednak zdania, że był on bliżej spokrewniony z łosiem (rodzaj Alces).

## Gatunki
- L. gallicus
- L. latifrons
- L. reynoldsi

Najlepiej poznanym gatunkiem jest francuski L. gallicus.